# جون باتريك أمدوري
جون باتريك أمدوري (بالإنجليزية: John Patrick Amedori)‏ مواليد 20 أبريل 1987م في بالتيمور، الولايات المتحدة، هو ممثل أمريكي بدأ مسيرته الفنية عام 1998م.

## الأعمال[3]
- بالكاد مشهور
- غير قابل للكسر
- سكوت بيلجرام يواجه العالم
- هاوس
- شبح هامس
- القانون والنظام: الوحدة الخاصة للضحايا
- نمبرز
- سي اس آي: نيويورك
- فتاة النميمة
- سي إس آي: ميامي

## وصلات خارجية
- جون باتريك أمدوري على موقع IMDb (الإنجليزية)
- جون باتريك أمدوري على موقع ألو سيني (الفرنسية)
- جون باتريك أمدوري على موقع ميوزك برينز (الإنجليزية)
- جون باتريك أمدوري على موقع تيرنر كلاسيك موفيز (الإنجليزية)
- جون باتريك أمدوري على موقع أول موفي (الإنجليزية)
- جون باتريك أمدوري على موقع قاعدة بيانات الأفلام السويدية (السويدية)
- جون باتريك أمدوري على موقع قاعدة بيانات الفيلم (الإنجليزية)
- جون باتريك أمدوري على موقع كينوبويسك (الروسية)